# Sollevamento pesi ai Giochi della XVIII Olimpiade
Le competizioni di sollevamento pesi dei Giochi della XVIII Olimpiade del 1964, disputate in Giappone, furono considerate valide anche come 39º campionati mondiali di sollevamento pesi organizzati dalla International Weightlifting Federation, e si svolsero dall'11 al 18 ottobre 1964 presso la Shibuya Kōkaidō di Tokyo.
Come a Roma 1960 si sono disputate 7 categorie come segue:
| Categoria            | 1964      |
| -------------------- | --------- |
| Pesi gallo           | - 56 kg   |
| Pesi piuma           | - 60 kg   |
| Pesi leggeri         | - 67,5 kg |
| Pesi medi            | - 75 kg   |
| Pesi massimi-leggeri | - 82,5 kg |
| Pesi mediomassimi    | - 90 kg   |
| Pesi massimi         | + 90 kg   |

## Podi
| Evento                          | Oro                  | Perform. | Argento           | Perform. | Bronzo             | Perform. |
| Pesi gallo (dettagli)           | Aleksej Vachonin     | 357,5    | Imre Földi        | 355,0    | Shirō Ichinoseki   | 347,5    |
| Pesi piuma (dettagli)           | Yoshinobu Miyake     | 397,5    | Isaac Berger      | 382,5    | Mieczysław Nowak   | 377,5    |
| Pesi leggeri (dettagli)         | Waldemar Baszanowski | 432,5    | Vladimir Kaplunov | 432,5    | Marian Zieliński   | 420,0    |
| Pesi medi (dettagli)            | Hans Zdražila        | 445,0    | Viktor Kurencov   | 440,0    | Masashi Ōuchi      | 437,5    |
| Pesi massimi-leggeri (dettagli) | Rudol'f Pljukfel'der | 475,0    | Géza Tóth         | 467,5    | Győző Veres        | 467,5    |
| Pesi mediomassimi (dettagli)    | Vladimir Golovanov   | 487,5    | Louis Martin      | 475,0    | Ireneusz Paliński  | 467,5    |
| Pesi massimi (dettagli)         | Leonid Žabotyns'kyj  | 572,5    | Jurij Vlasov      | 570,0    | Norbert Schemansky | 537,5    |

## Medagliere
| Posizione | Paese            |   |   |   | Totale |
| --------- | ---------------- | - | - | - | ------ |
| 1         | Unione Sovietica | 4 | 3 | 0 | 7      |
| 2         | Polonia          | 1 | 0 | 3 | 4      |
| 3         | Giappone         | 1 | 0 | 2 | 3      |
| 4         | Cecoslovacchia   | 1 | 0 | 0 | 1      |
| 5         | Ungheria         | 0 | 2 | 1 | 3      |
| 6         | Stati Uniti      | 0 | 1 | 1 | 2      |
| 7         | Gran Bretagna    | 0 | 1 | 0 | 1      |
| Totale    | Totale           | 7 | 7 | 7 | 21     |